# Baojun 510
Baojun 510 / Chevrolet Groove — компактный кроссовер, выпускающийся с 2017 года под брендом Baojun китайской компании SAIC-GM-Wuling.

## История
Модель 510 дебютировала на автосалоне в Гуанчжоу в 2016 году. Бестселлер среди кроссоверов в Китае в 2017—2018 годах. Всего за 2017—2023 годы в Китае продан почти 1 миллион экземпляров.
Поступила в продажу в Китае в феврале 2017 года, при низкой цене от 55 800 юаней по итогам года вошла на шестом месте в рейтинг бестселлеров с результатом 358 877 машин, став самым продаваемым кроссовером в Китае. В 2018 году продано 361 403 машин, В 2019 году — 158 201 машин.
В 2018 году произведён небольшой фейслифт — изменились решетка радиатора (с нее исчезли большие хромированные поперечины), немного изменился передний бампер и накладки в нижней части дверей, модель получила другие задние фары.
В 2019 году в качестве преемника появилась модель Baojun RS-3 (не повторившая успеха модели "510", за четыре года с продано лишь 100 тыс. единиц), модель не была снята с производства, и хотя продажи существенно упали — в 2020 году — 60 570 единиц, в 2021 году — 32 991 единиц, на 2023 год продолжает выпускаться и продаётся лучше преемника.

## Технические характеристики
Технически базируется на платформе малолитражки Chevrolet Sail третьего поколения, которая производится Shanghai-GM с 2014 года.
Двигатель — бензиновый 1,5-литровый L2B (китайская модификация 1,0-литрового Daewoo S-TEC ещё 1991 года, устанавливавшийся, например, на Daewoo Matiz/Chevrolet Spark) мощностью 112 л. с. в паре с 6-ступенчатой «механикой» либо 6-ступенчатым «роботом».

## На внешних рынках

### Chevrolet Groove

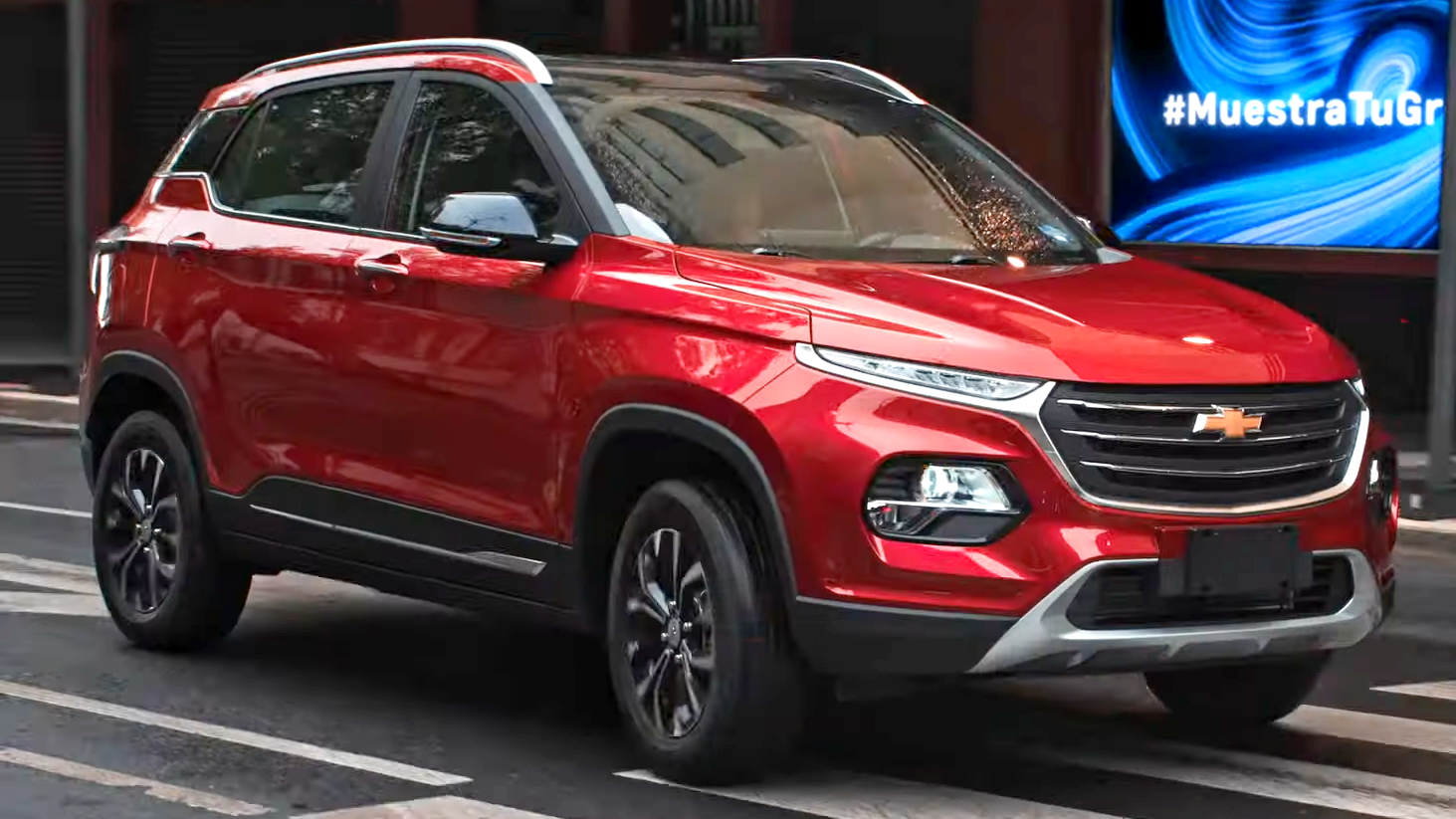
Chevrolet Groove

Бренд Baojun рассчитан только на местный рынок Китая, однако, с 2020 года как модель от GM под названием Chevrolet Groove продаётся на рынках Южной Америки и Мексики (аналогично для внешних рынков Baojun 530 продаётся как Chevrolet Captiva второго поколения), модель отличается только оформление решётки радиатора и шильдиками, и хотя это модель Chevrolet, но выпускается на том же заводе в Китае, где и автомобили Baojun.
В России модель Chevrolet Groove в 2022 году предлагалась к поставке по схеме параллельного импорта за 2,4 миллиона рублей, о продажах неизвестно. При этом, как отмечал ещё в 2020 году журнал «Авторевю»: «об отсутствии автомобиля Baojun 510 на российском рынке жалеть особо не приходится».

## Галерея

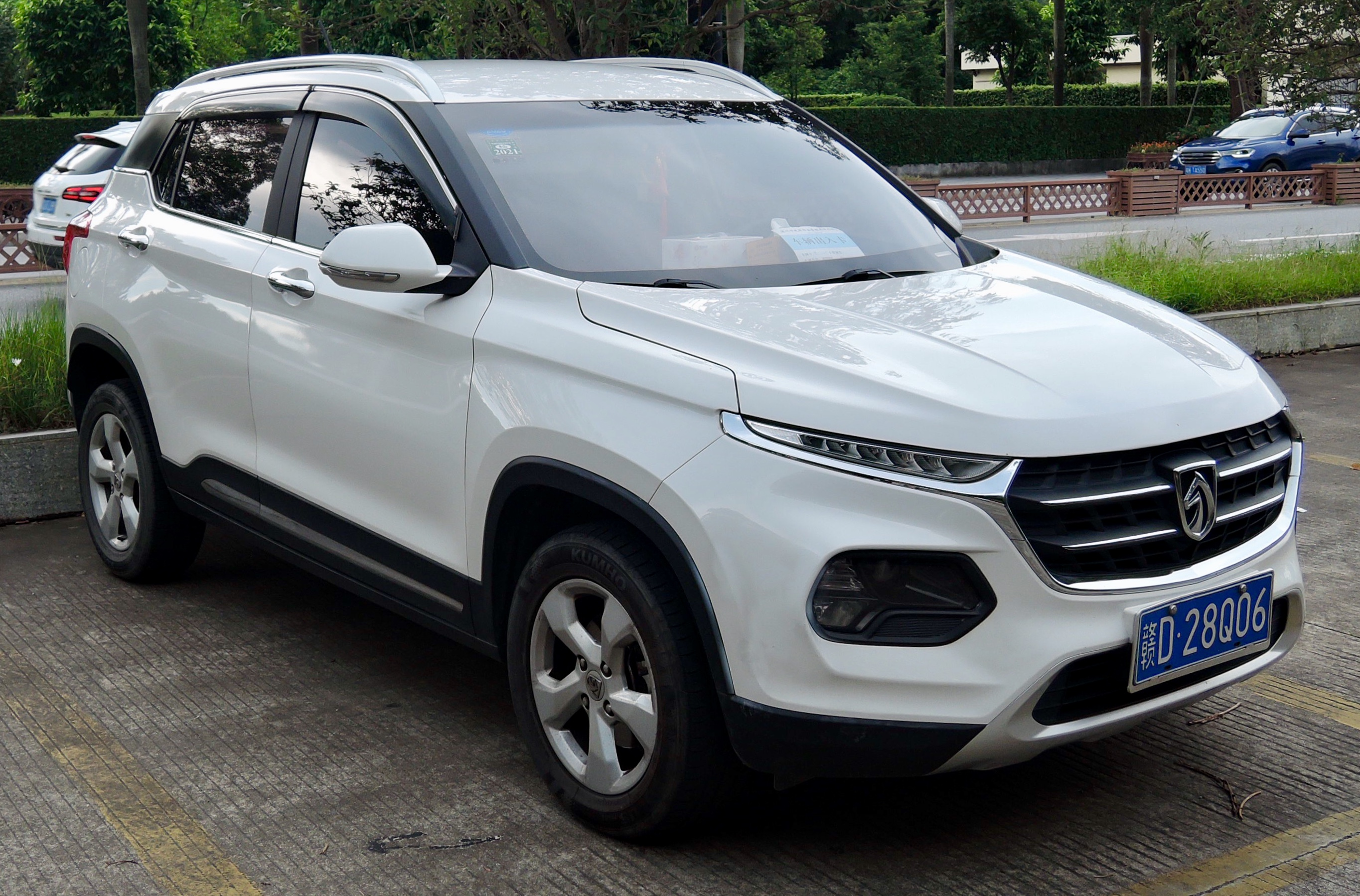
2017-2018
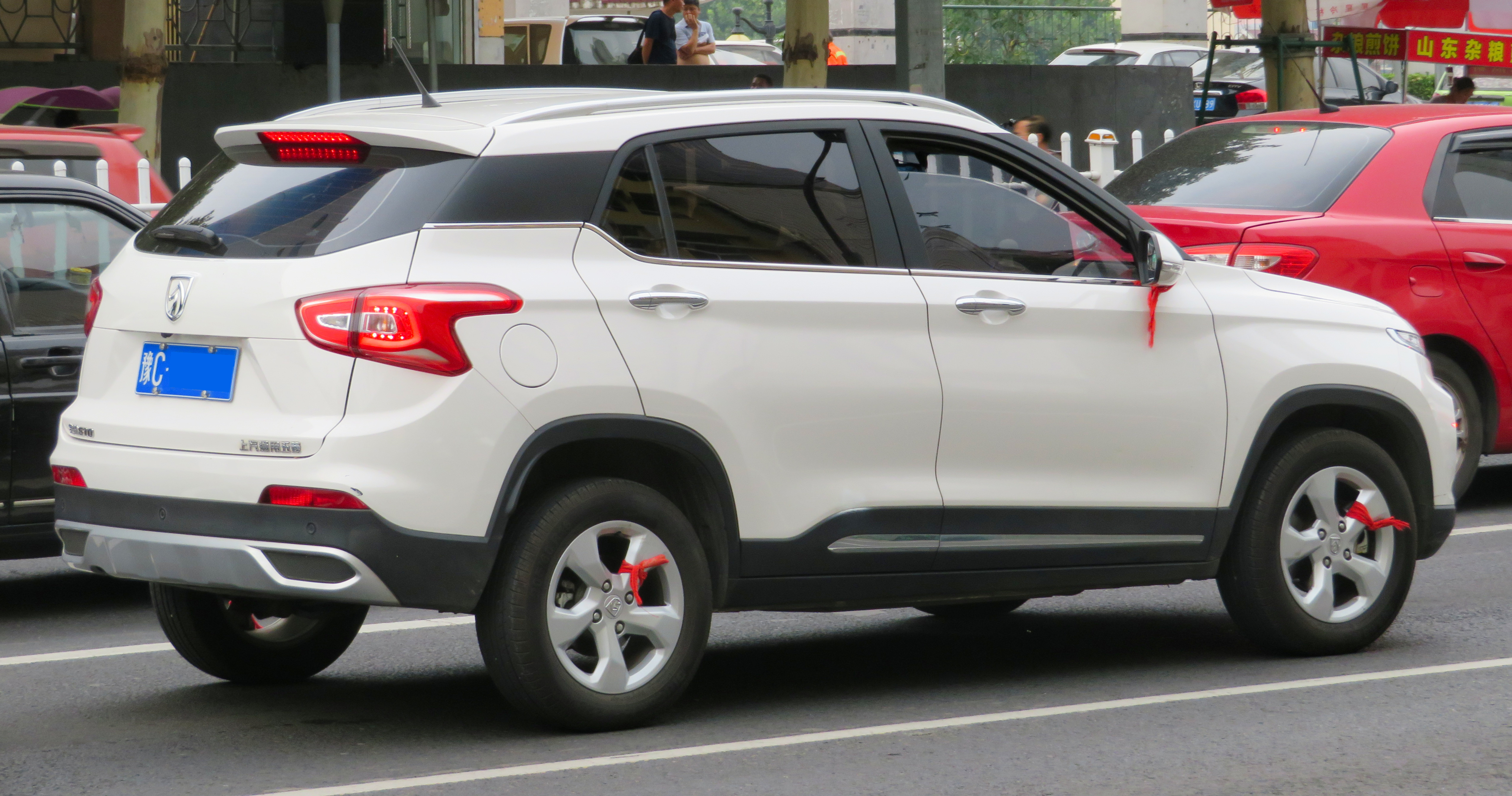
2017-2018
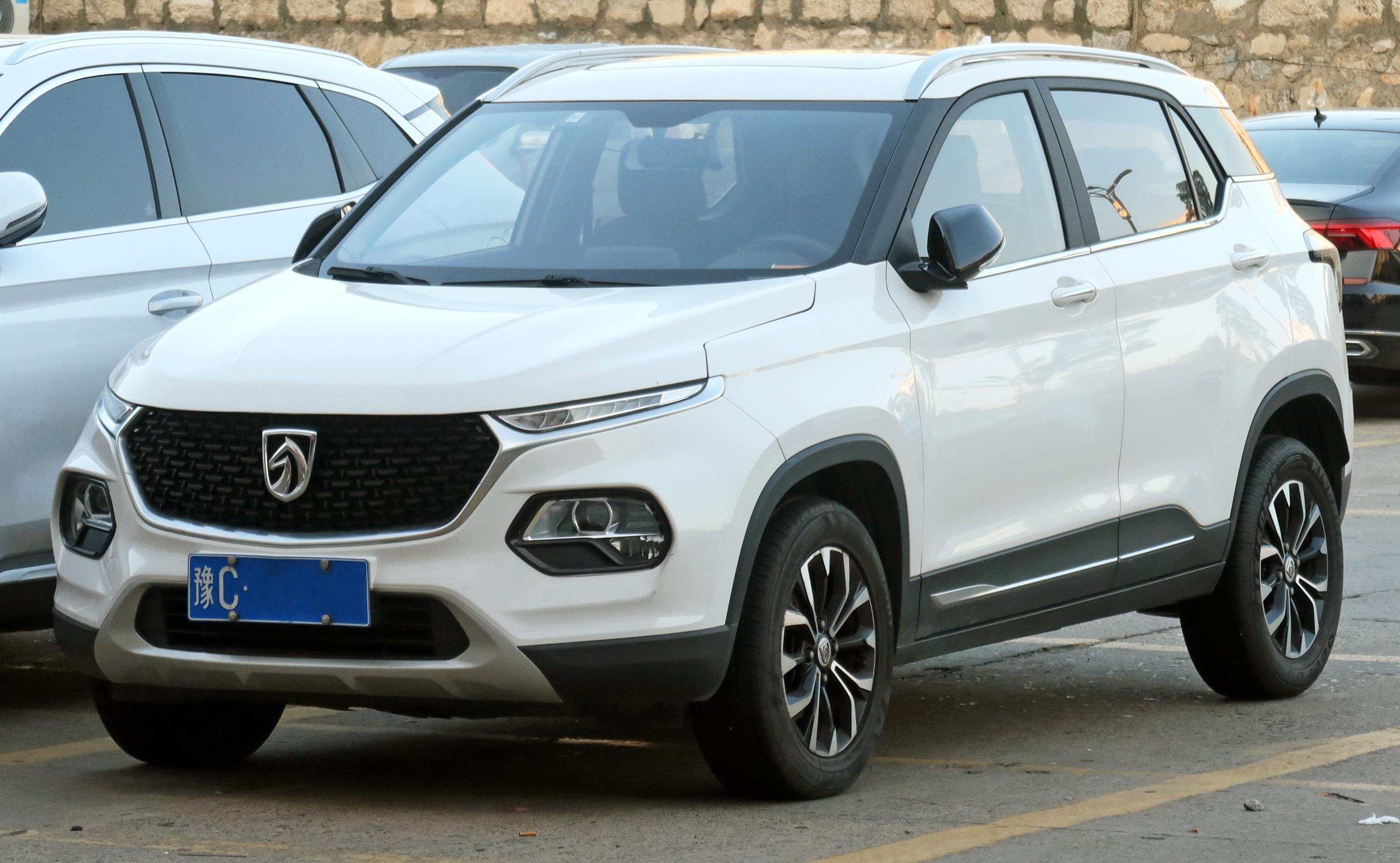
с 2019 года
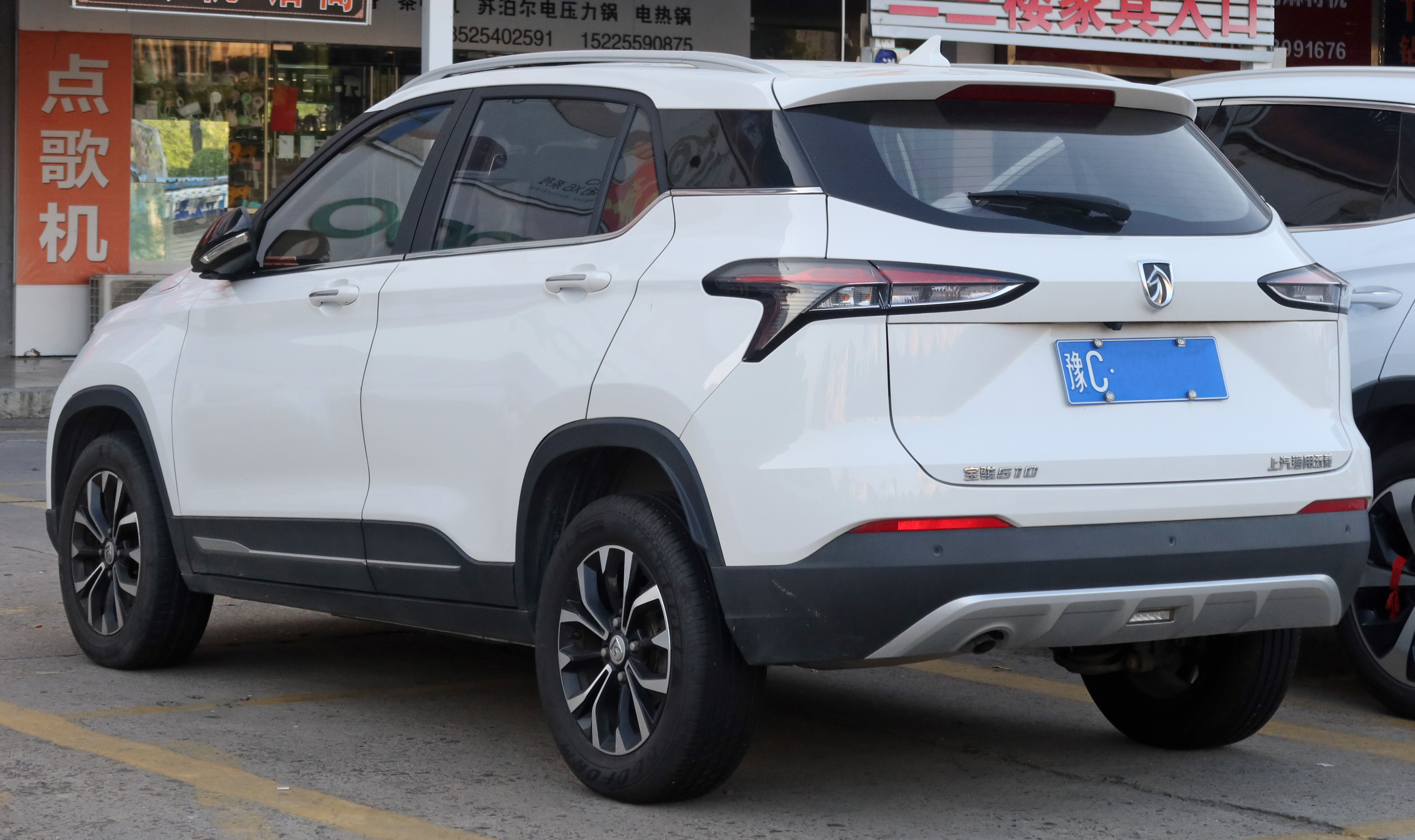
с 2019 года
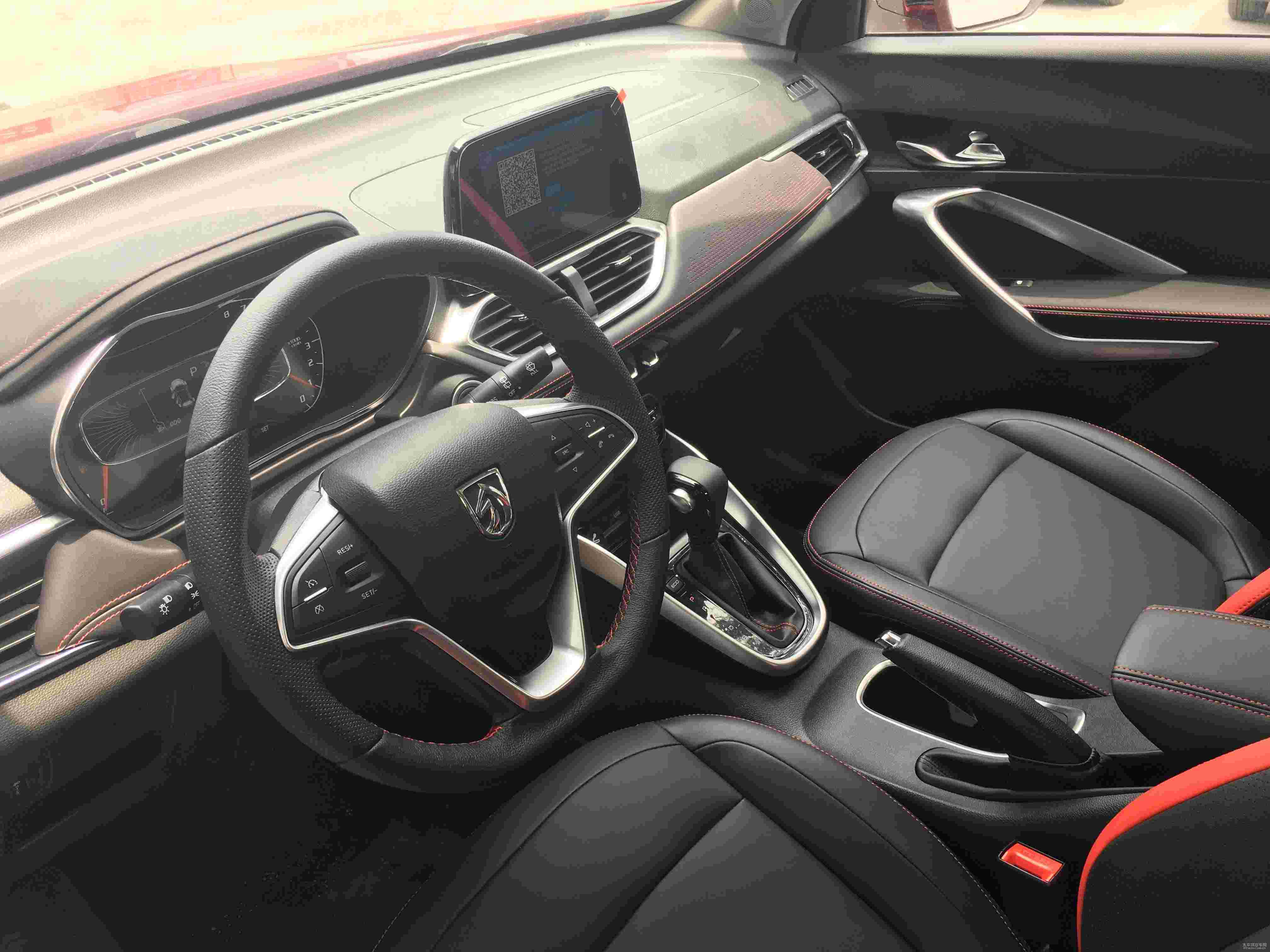
салон